# François Hoffmann
 (avril 2015).
Si vous disposez d'ouvrages ou d'articles de référence ou si vous connaissez des sites web de qualité traitant du thème abordé ici, merci de compléter l'article en donnant les références utiles à sa vérifiabilité et en les liant à la section « Notes et références ».
Pour les articles homonymes, voir Hoffmann.
François Hoffmann, né à Vesoul le  3 mars 1819 et mort à Saint-Brieuc le 16 mars 1885, est un peintre français du XIXe siècle.

## Œuvres

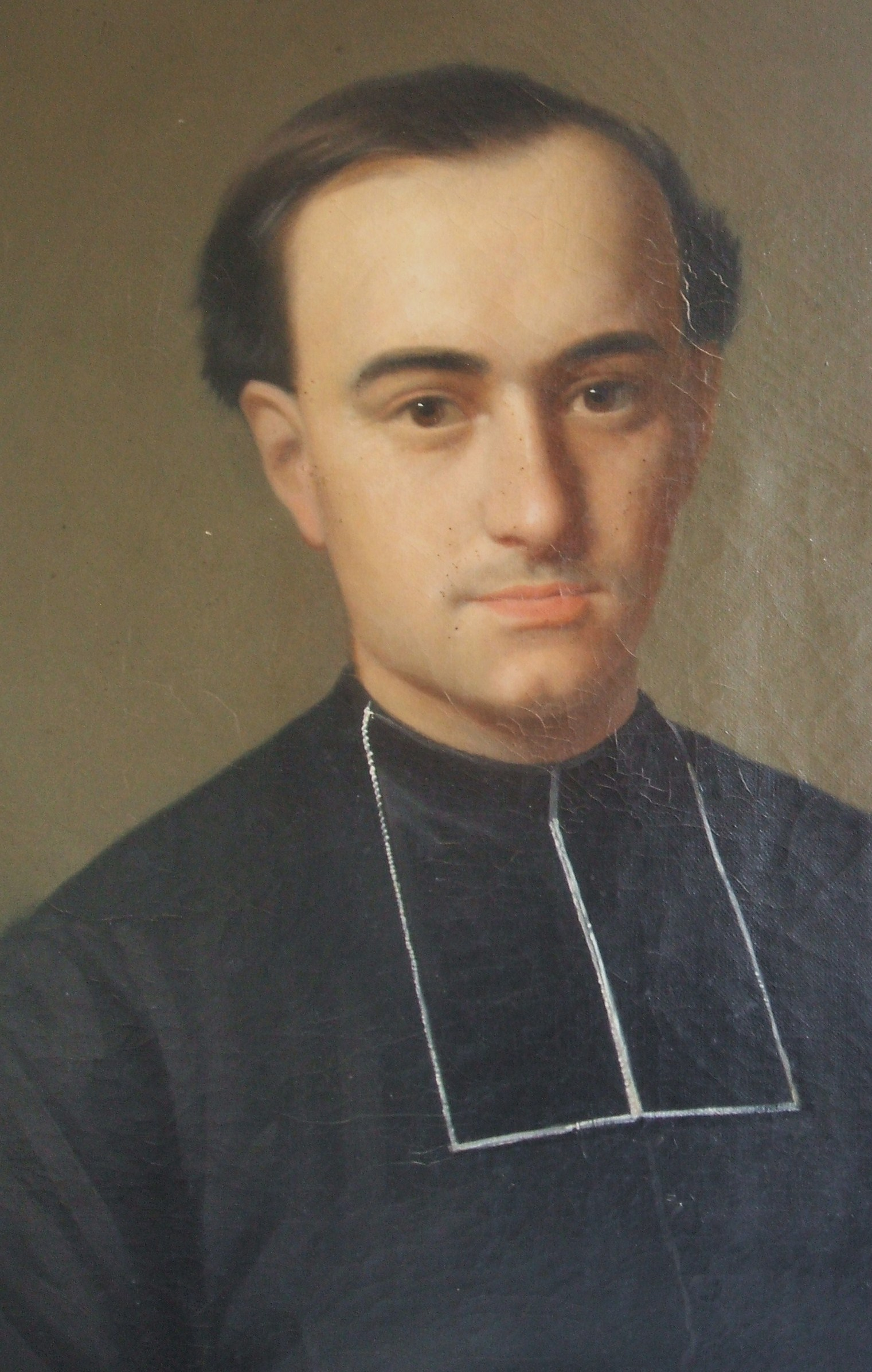
L'abbé Louis Duchesne (peint par François Hoffmann en 1871), alors professeur à Saint-Charles.

Sa peinture réaliste et académique se focalise sur le portrait de nombreuses personnalités des départements des Côtes-d'Armor et d'Ille-et-Vilaine, notamment l'académicien Louis Duchesne en 1871.

## Œuvres dans les collections publiques françaises
- Portrait de femme, musée de Saint-Brieuc[3]
- Femme de Saint-Brieuc, musée de Saint-Brieuc[4]

## Descendance
Deux de ses enfants deviennent peintres également : François-Casimir Hoffmann, élève de Jean-Léon Gérôme  (1824-1904) natif également de Vesoul, qui peint des hommes et paysages de la région (Portrait de Bertrand Robidou, 1872, collection Musée des Beaux-Arts de Rennes) ; Eugène Hoffmann, essentiellement critique d'art.

## Sources
- Bulletin de la Société de l'histoire de l'art français, 1907.